# Lokalbanen

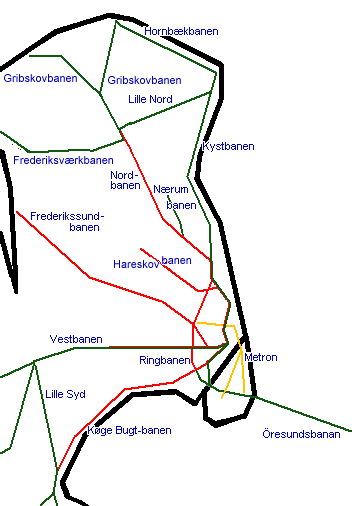
Järnvägar i och kring Köpenhamn. Grönt=Lokal- och huvudbanor. Rött=S-tog-banor.

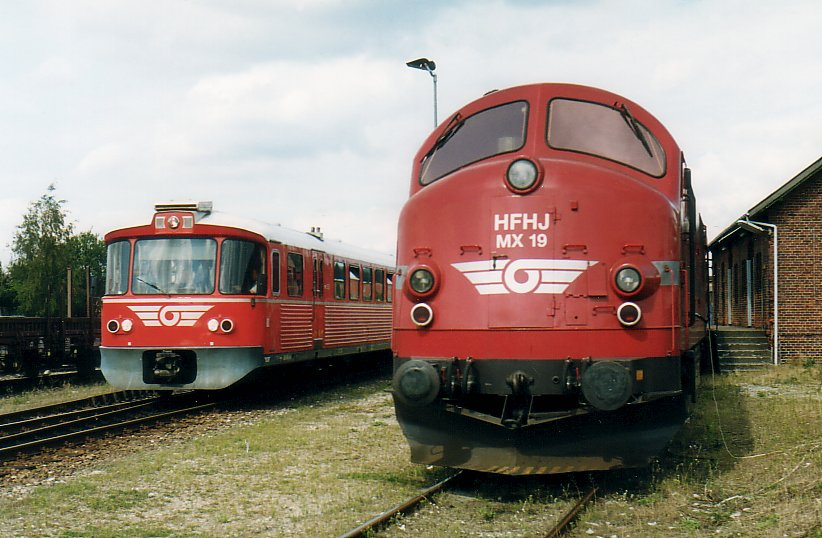
Lynette persontåg och MX lok i Frederiksværk

Lokalbanen var ett järnvägsföretag i Danmark. Det drev lokaltågstrafik på landsbygden i Köpenhamns kollektivtrafikområde och anslöt till pendeltåg mot innerstaden vid olika ställen. Följande sträckor trafikerades av bolaget:
- Frederiksværkbanen (Hilleröd-Frederiksværk-Hundested, HFHJ)
- Gribskovbanen (Hilleröd-Kagerup-Gilleleje/Tisvildeleje, GDS)
- Hornbækbanen (Helsingör-Hornbæk-Gilleleje, HHGB)
- Nærumbanen (Jægersborg-Lyngby Lokal-Nærum, LNJ)
- Lille Nord (Hilleröd-Snekkersten-Helsingör)

Fram till den 1 januari 2009 ingick också:
- Østbanen (Køge-Hårlev-Faxe Ladeplads/Rødvig, ØSJS)

Lokalbanen ägdes av kommunerna i regionen via trafikbolaget Movia.
Banorna ägs av ett annat bolag med liknade namn, Hovedstadens Lokalbaner A/S, ägt av kommunerna.
Den 1 juli 2015 fusionerades Lokalbanen med Regionstog A/S och bildade företaget Lokaltog. 

## Fordon
Linjerna var inte elektrifierade (utom där andra banor ansluter), och trafiken drevs med dieseltåg. Persontågsturerna kördes med motorvagnståg såsom den äldre Y-tog och de nyare LINT och Regiosprinter.